# زينب بالوغون
زينب بالوغون (بالإنجليزية: Zainab Balogun)‏ (مواليد 10 أكتوبر 1989)، هي مُمثلة وعارضة أزياء ومُقدمة برامج نيجيرية.

## روابط خارجية
زينب بالوغون على موقع IMDb (الإنجليزية)
- زينب بالوغون على موقع ألو سيني (الفرنسية)
- زينب بالوغون على موقع قاعدة بيانات الفيلم (الإنجليزية)